# Яраккаси
Яракка́си (рос. Яраккасы, чув. Ярак) — присілок у Чувашії Російської Федерації, у складі Кадікасинського сільського поселення Моргауського району.
Населення — 113 осіб (2010; 113 в 2002, 166 в 1979; 170 в 1939, 184 в 1926, 187 в 1906, 111 в 1858).

## Історія
Історична назва — Ойкаси. До 1866 року селяни мали статус державних, займались землеробством, тваринництвом, слюсарством. У другій половині 19 століття діяв вітряк. 1931 року утворено колгосп «Перемога». До 1920 року присілок перебував у складі Сюндирської волості Козьмодемьянського, до 1927 року — Чебоксарського повіту. 1927 року присілок переданий до складу Татаркасинського району, 1939 року — до складу Сундирського, 1962 року — до складу Чебоксарського, 1964 року — до складу Моргауського району.

## Господарство
У присілку діє клуб.